# (382) Dodona
(382) Dodona – planetoida z grupy pasa głównego asteroid okrążająca Słońce w ciągu 5 lat i 184 dni w średniej odległości 3,12 j.a. Została odkryta 29 stycznia 1894 roku w Observatoire de Nice w Nicei przez Auguste Charloisa. Nazwa planetoidy pochodzi od starożytnej greckiej miejscowości Dodona, gdzie mieściła się najstarsza wyrocznia. Przed jej nadaniem planetoida nosiła oznaczenie tymczasowe (382) 1894 AT.